# سعود المعجب
سعود بن عبد الله بن مبارك المعجب الشريف، النائب العام في السعودية منذ 17 يونيو 2017، وعضو هيئة كبار العلماء منذ 18 أكتوبر 2020. ولد المعجب في محافظة الأفلاج عام 1966، درس الابتدائية في مدرسة طارق بن زياد في ليلى بالأفلاج، والمتوسط في معهد الأفلاج العلمي، انتقل بعدها إلى مدينة الرياض ودرس الثانوية في معهد الرياض العلمي، ثم تخرج في الثانوية والتحق بكلية الشريعة بالرياض.

## الحياة العملية
- عمل قاضياً في المحكمة الجزائية.
- عيّن رئيساً لمحكمة الأحوال الشخصية بالرياض.
- عيّن عضواً في المجلس الأعلى للقضاء السعودي بمرتبة رئيس محكمة استئناف.
- في يونيو 2017 أصبح أول نائب عام في النيابة العامة (السعودية). [1][2][3]

## اعتقالات نوفمبر
تولى النائب العام سعود المعجب التحقيقات التي جرت مع عدد من الأمراء والوزراء ورجال الأعمال الموقوفين في قضايا فساد.